# Луј Нел
Луј Нел (фр. Louis Néel; Лион, 22. новембар 1904 — Брив ла Гајард, 17. новембар 2000) био је француски физичар. Добитник је Нобелове награде за физику, заједно са шведским астрофизичарем Ханесом Алвеном 1970. године. Бавио се истраживањем магнетских својстава чврстих тела.
Његов рад је доживео практичну примену, нарочито у унапређењу меморијских компоненти рачунара. Дао је и објашњење о слабој намагнетисаности неких стена, чиме је омогућио истраживање историје магнетног поља Земље.